# 417년

## 연호
- 동진(東晉) 의희(義熙) 13년
- 후진(後秦) 영화(永和) 2년
- 북위(北魏) 태상(泰常) 2년
- 서진(西秦) 영강(永康) 6년
- 북량(北凉) 현시(玄始) 6년
- 서량(西凉) 건초(建初) 13년 / 가흥(嘉興) 원년
- 북연(北燕) 태평(太平) 9년
- 하(夏) 봉상(鳳翔) 5년

## 기년
- 동진(東晉) 안제(安帝) 21년
- 북위(北魏) 명원제(明元帝) 9년
- 신라(新羅) 실성 마립간(實聖麻立干) 15년 / 눌지 마립간(訥祗麻立干) 원년
- 고구려(高句麗) 장수왕(長壽王) 5년
- 백제(百濟) 전지왕(腆支王) 13년

## 사건
- 신라,  눌지가 고구려에서 돌아와 실성을 죽이고 왕의 자리에 오름.

## 사망
- 신라(新羅) 18대 왕 실성 마립간(實聖麻立干)